# Joan O’Brien
Joan Marie O’Brien (* 14. Februar 1936 in Cambridge, Massachusetts; † 5. Mai 2025 in San Antonio, Texas) war eine US-amerikanische Schauspielerin und Sängerin.

## Leben und Karriere
Joan O’Brien wurde im Bundesstaat Massachusetts geboren und zog als Kind mit ihren Eltern nach Kalifornien. Bereits im Alter von acht Jahren nahm sie erste Tanzstunden, zudem betätigte sie sich als Sängerin. Entdeckt wurde sie von dem Country-Musiker Cliffie Stone, der sie noch vor ihrem Schulabschluss als Sängerin für seine Fernsehshow Hometown Jamboree verpflichtete. Ende der 1950er-Jahre wagte sie den Sprung ins Schauspielfach. Sie erhielt bald eine größere Rolle in der Komödie Unternehmen Petticoat (1959) an der Seite von Cary Grant und Tony Curtis. Neben John Wayne war sie in den Westernfilmen Alamo (1960) und Die Comancheros (1961) zu sehen. Besonders häufig spielte sie in ihren Filmen eine Krankenschwester. 1963 war sie in dem Musicalfilm Ob blond, ob braun... als Partnerin von Elvis Presley zu sehen; sie hatten auch privat eine kurze Beziehung.
Parallel zu ihrer Filmkarriere war sie weiterhin Sängerin und übernahm auch Gastrollen in Fernsehserien wie Tausend Meilen Staub, Dezernat M und Perry Mason. Mitte der 1960er-Jahre beendete O’Brien ihre Schauspielkarriere und arbeitete noch einige Zeit als Sängerin, etwa mit Harry James und seinem Orchester. Anschließend widmete sie sich der Erziehung ihrer zwei Kinder und war später auch in gehobener Position für die Hilton Hotels tätig. Joan O’Brien war für ihr stürmisches Privatleben bekannt, was möglicherweise auch der Grund dafür war, warum sie trotz vielversprechender Ansätze nie ein Star wurde. Sie war fünfmal verheiratet, zuletzt mit dem Lt. Col. Malcolm Bernard Campbell bis zu dessen Tod im Jahr 2004. Ihr erster Ehemann war der Sänger Billy Strange.

## Filmografie (Auswahl)
- 1958: Dezernat M (M Squad, Fernsehserie, Folge 2x22)
- 1958: Handle with Care
- 1959: Unternehmen Petticoat (Operation Petticoat)
- 1960: Gold in Alaska (The Alaskans, Fernsehserie, Folge 1x31)
- 1960: Bronco (Fernsehserie, Folge 2x18)
- 1960: Der zweite Mann (The Deputy, Fernsehserie, Folge 2x02)
- 1960: Alamo (The Alamo)
- 1960, 1965: Perry Mason (Fernsehserie, 2 Folgen)
- 1961: Cheyenne (Fernsehserie, Folge 5x06)
- 1961: Die Comancheros (The Comancheros)
- 1961: Surfside 6 (Fernsehserie, Folge 2x09)
- 1962: Tausend Meilen Staub (Rawhide, Fernsehserie, Folge 4x21 Konzert für einen toten Cowboy)
- 1962: Sechs schwarze Pferde (Six Black Horses)
- 1962: Der Rebell von Palawan (Samar)
- 1962: Geld spielt keine Rolle (It’s Only Money)
- 1962: Auf zur Navy (We Joined the Navy)
- 1963: The Dick Van Dyke Show (Fernsehserie, Folge 2x16)
- 1963: On blond – ob braun (It Happened at the World’s Fair)
- 1964: Die Leute von der Shiloh Ranch (The Virginian, Fernsehserie, Folge 3x02)
- 1964: Solo für O.N.C.E.L. (The Man from U.N.C.L.E., Fernsehserie, Folge 1x06)
- 1964: Get Yourself a College Girl
- 1965: Valentine’s Day (Fernsehserie, Folge 1x29)